# Бурєнніков Юрій Юрійович
Бурєнніков Юрій Юрійович (нар. 4 березня 1982, м. Вінниця) — український науковець, кандидат економічних наук (2010), доцент (2013), проректор з науково-педагогічної роботи, міжнародного співробітництва та молодіжної політики Вінницького національного технічного університету.

## Життєпис
Юрій Юрійович Бурєнніков народився 4 березня 1982 року в місті Вінниця у сім'ї службовців. У  1999 році вступив до Вінницького національного технічного університету на спеціальність «Менеджмент  машинобудування». У 2004 році отримав повну вищу освіту за спеціальністю «Менеджмент організацій» та здобув кваліфікацію магістра менеджменту з корпоративного управління. В 2013 році закінчив Житомирський державний технологічний університет, отримав другу вищу освіту зі спеціальності «Автомобілі та автомобільне господарство» та здобув кваліфікацію магістра з автомобільного транспорту.

## Професійна діяльність
2005-2011 — асистент кафедри автомобілів і транспортного менеджменту (АТМ) у Вінницькому національному технічному університеті (ВНТУ)
2007 — закінчив аспірантуру за напрямом «Економіко-математичне моделювання»
2009 — захистив кандидатську дисертацію на здобуття наукового ступеня кандидата економічних наук на тему «Управління інноваційною діяльністю промислових підприємств (на прикладі машинобудування)»
2010 — присуджено науковий ступінь кандидата економічних наук зі спеціальності 18.11.14 — економіка та управління підприємствами (за видами економічної діяльності)
2011-2012 — старший викладач кафедри АТМ 
2011-2026 — доцент кафедри АТМ
2012 — заступник завідувача кафедри з навчально-методичної роботи ВНТУ
2013 — присвоєно вчене звання доцента кафедри АТМ
2021-2023 — директор Центру міжнародних зв'язків та проєктів на громадських засадах ВНТУ
2023 — викладач за програмою підвищення кваліфікації за напрямом «Організація роботи фахівця із супроводу ветеранів війни та демобілізованих осіб»
2023-до сьогодні — проректор з науково-педагогічної роботи міжнародного співробітництва та молодіжної політики ВНТУ.

## Звання та нагороди
2016 — Грамота Виконавчого комітету Вінницької міської ради за сумлінну і наполегливу працю, високу професійну майстерність, відповідальність за доручену справу, активну життєву позицію та з нагоди Дня  автомобіліста і дорожника
2017 — Почесна грамота Вінницької обласної державної адміністрації та обласної Ради за багаторічну сумлінну працю, вагомі трудові досягнення та з нагоди Дня  автомобіліста і дорожника
2020 — Подяка Міністерства освіти і науки України за багаторічну сумлінну працю, вагомий особистий внесок у підготовку висококваліфікованих спеціалістів та плідну науково-педагогічну діяльність
2023 — Грамота Міністерства освіти і науки України за ініціативу та наполегливість, високий професіоналізм, сумлінне виконання службових обов'язків та вагомий особистий внесок у розвиток сфери освіти і науки України
2024 — Почесна грамота Міністерства освіти і науки України за ініціативу та наполегливість, високий професіоналізм, сумлінне виконання службових обов'язків та вагомий особистий внесок у розвиток сфери освіти і науки України

## Наукова, педагогічна та навчально-методична робота
Науковий доробок Юрія Бурєннікова  викладений у понад 100 наукових і навчально-методичних публікаціях. Основний напрям наукової роботи та діяльності — організація та управління підприємствами. 
Розробив робочі програми наступних дисциплін:
- Економіка підприємства
- Основи економіки транспорту
- Фірмове обслуговування автомобілів
- Менеджмент та маркетинг
- Організація і управління автомобільним сервісом
- Економіка транспорту
- Логістика
- Основи зовнішньоекономічної діяльності
- Менеджмент та маркетинг на автотранспорті.

## Виховна та громадська робота
- З 2015 року працює координатором та викладачем проєкту «Норвегія-Україна» з соціальної адаптації та перенавчання звільнених в запас військовослужбовців ЗСУ, ветеранів АТО/ООС та членів їх сімей[1][2][3][4]
- Постійний член координаційної ради з питань безпеки дорожнього руху м. Вінниці
- Профорієнтаційна робота серед учнів шкіл м. Тульчина та міжвиробничого навчального комбінату, а також шкіл міста Вінниці.

## Наукові публікації
- Технологічне обладнання для обслуговування та ремонту автомобілів: курсове проектування : електронний навчальний посібник комбінованого (локального та мережного) використання / В. О. Огневий, В. Л. Крещенецький, Ю. Ю. Бурєнніков. – Вінниця : ВНТУ, 2021. – 121 с.

- Оптимізаційні методи та моделі : навчальний посібник / Н. В. Бурєннікова, О. В. Зелінська, І. М. Ушкаленко, Ю. Ю. Бурєнніков ; ВНТУ. – Вінниця : ВНТУ, 2019. – 121 с.

- Основи логістики : навчальний посібник / В. В. Біліченко, Ю. Ю. Бурєнніков, С. О. Романюк ; ВНТУ. – Вінниця : ВНТУ, 2017. – 129 с.

- Математичні методи економічного аналізу: теорія і практика : навчальний посібник / Н. В. Поліщук, Ю. Ю. Бурєнніков ; М-во аграрної політики та продовольства України, ВНАУ. – Вінниця : Т. П. Барановська, 2013. – 292 с.

- Основи логістики : лабораторний практикум / В. В. Біліченко, Ю. Ю. Бурєнніков, О. Л. Добровольський, В. М. Ребедайло ; ВНТУ. – Вінниця : ВНТУ, 2011. – 69 с.

- Управління інноваційною діяльністю в промисловості: сутність, особливості розвитку, шляхи удосконалення : монографія / Ю. Ю. Бурєнніков, Н. В. Поліщук, В. О. Ярмоленко ; ВНТУ. – Вінниця : ВНТУ, 2011. – 184 с.

- Діяльність промислових підприємств: сутність, морфологія, деякі підходи до вимірювання результатів / Н. В. Бурєннікова, І. В. Завгородній, Ю. Ю. Бурєнніков // Бізнес Інформ. – 2019. – № 10. – С. 122-130.

- Методичні вказівки до виконання курсового проекту з дисципліни «Логістика» для студентів спеціальності 275 – Транспортні технології (на автомобільному транспорті) денної та заочної форми навчання / уклад.: Ю. Ю. Бурєнніков, Д. О. Галущак, В. Й. Зелінський. – Вінниця : ВНТУ, 2019. – 42 с.

- Результативність функціонування та розвитку системи: оновлені підходи до дефініцій SEE-управління / Н. В. Бурєннікова, В. О. Ярмоленко, Ю. Ю. Бурєнніков // Бізнес Інформ. – 2021. – № 3. – С. 94-100.

- Методика дослідження та прогнозування виробничого потенціалу автотранспортного підприємства / У. М. Плекан, О. Л. Ляшук, Н. Я. Рожко, О. П. Цьонь, Ю. Ю. Бурєнніков // Вісник машинобудування та транспорту. – 2023. – № 2. – С. 148-154.

- Проєктний аналіз цифрових технологій в управлінні ланцюгом постачань / Т. В. Гайкова, М. М. Мороз, В. Г. Загорянський, Ю. Ю. Бурєнніков // Вісник машинобудування та транспорту. – 2023. – № 1. – С. 17-22.

- Бурєннікова Н. В., Бурєнніков Ю. Ю. Деякі аспекти вимірювання коефіцієнта корисної дії процесу функціонування промислових підприємств на основі показників складових результативності : Proceedings of the 12th International scientific and practical conference «European congress of scientific achievements», December 2-4, 2024. Barcelona, 2024. Pp. 706-712

- Polyvianchuk A., Burennikov Y., Tsymbal O., Semenenko R., Bazyl A. Study the influence of gas sample temperature on the efficiency of ecological diagnostics systems for automotive diesel engines : Proceedings of the ХХIV International Scientific and Practical Conference «Multidisciplinary academic notes. Science research and practice», Madrid, Spain, June 21 – 24, 2022. 2022. Pp. 536-540.

- Перспективи розвитку прогресивних технологій автотранспортної техніки / Ю. Ю. Бурєнніков, Я. Р. Пасєка, А. О. Волинов, В. А. Шафар // Матеріали L науково-технічної конференції підрозділів ВНТУ, Вінниця, 10-12 березня 2021 р. – 2021.

- Особливості коучінг-технологій у системі трансферу інновації підприємств автомобільного транспорту / Ю. Ю. Бурєнніков, О. І. Міронішин, Б. І. Забужанський // Матеріали XLVIII науково-технічної конференції підрозділів ВНТУ, Вінниця, 13-15 березня 2019 р. – 2019.

- Теоретичні засади результативності діяльності промислових підприємств з урахуванням потенціалу: сутність, значення, показники, підходи до управління / Н. М. Бурєннікова, В. О. Ярмоленко, Ю. Ю. Бурєнніков, В. Е. Шуберанський // Бізнес Інформ. – 2023. – № 2. – С. 174-182

- Основні етапи системного контролю в процесі управління маркетинговою діяльністю підприємств автомобільного транспорту / Ю. Ю. Буренніков // Вісник машинобудування та транспорту. – 2016. – № 1. – С. 12-16.

## Профілі
- Профіль у Google Scholar
- Профіль у Semantic Scholar